# 马夫利耶
马夫利耶（法語：Maffliers，法語發音：[maflije] ⓘ）是法国法兰西岛大区瓦兹河谷省的一个市镇，位于该省东北部，属于萨塞勒区。

## 地理
马夫利耶（49°4'38"N, 2°18'28"E）面积6.79 平方千米，位于法国法蘭西島大區瓦兹河谷省，该省份为法国北部内陆省份，北起瓦兹省，西接厄尔省，南至塞纳-圣但尼省、上塞纳省和伊夫林省，东临塞纳-马恩省。
与马夫利耶接壤的市镇（或旧市镇、城区）包括：普雷勒、蒙苏、阿坦维尔、内尔维尔拉福雷、圣马丹迪泰特尔、维莱讷苏布瓦。

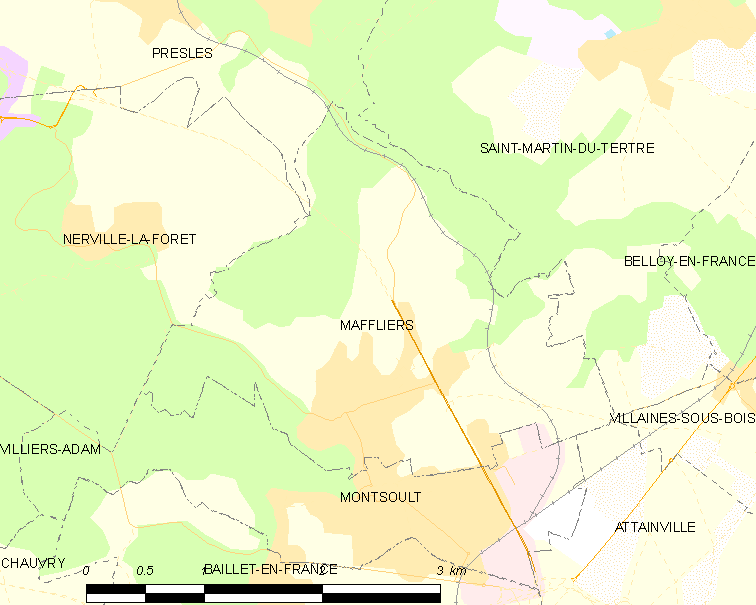
马夫利耶的OSM定位图

马夫利耶的时区为UTC+01:00、UTC+02:00（夏令时）。

## 行政
马夫利耶的邮政编码为95560，INSEE市镇编码为95353。

## 政治
马夫利耶所属的省级选区为福斯县。

## 人口

1962-2008年间马夫利耶人口变化图示

马夫利耶于2022年1月1日时的人口数量为1768人。